# Volodîmîrivka, Bolgrad
Volodîmîrivka (în ucraineană Володимирівка) este un sat în comuna Borodino din raionul Bolgrad, regiunea Odesa, Ucraina.

## Demografie
Componența lingvistică a localității Volodîmîrivka
     Bulgară (88,49%)
     Rusă (6,75%)
     Română (1,59%)
     Ucraineană (1,19%)
Conform recensământului din 2001, majoritatea populației localității Volodîmîrivka era vorbitoare de bulgară (88,49%), existând în minoritate și vorbitori de rusă (6,75%), găgăuză (1,59%), română (1,59%) și ucraineană (1,19%).